# Decelea
Decelea (in greco antico: Δεκέλεια?, Dekéleia) era un demo dell'Attica, situato sulla rotta commerciale che collegava l'Eubea con Atene, a 120 stadi da Atene e dalla Beozia.

## Localizzazione
Decelea si trovava sulle pendici del monte Parnete, sulla strada tra Atene e Oropo. Attualmente, sul luogo dell'antica città, si trova la residenza estiva della casa reale di Grecia, il palazzo di Tatoi, il cui nome deriva dall'antica denominazione del demo. In particolare, il centro di Decelea era collocato nelle vicinanze delle scuderie del palazzo. Decelea era visibile da Atene, e dalle alture del demo si potevano scorgere le navi entrare nel porto del Pireo.

## Storia
Strabone, citando Filocoro, afferma che Decelea era una delle dodici città fondate in Attica dal mitico re di Atene Cecrope, e che in seguito Teseo aveva unito nella città di Atene. La sua posizione consentiva alla città di controllare gran parte del traffico di grano diretto dall'Eubea ad Atene.
Quando Mardonio, nella seconda guerra persiana, si ritirò da Atene prima della battaglia di Platea (479 a.C.) passò per Decelea con le sue truppe.
Secondo un mito furono gli abitanti di Decelea, o per lo meno il loro re Deceleo, a rivelare ai Dioscuri la posizione di Elena quando Teseo l'aveva rapita e portata ad Afidna. Come ricompensa, Decelea ricevette numerosi privilegi da parte degli Spartani, compresa l'esenzione da ogni imposta e, cosa più importante, la tutela del territorio durante i primi anni della guerra del Peloponneso, quando gli Spartani invasero Decelea ma la risparmiarono.
Nel 413 a.C., forse su consiglio di Alcibiade, esiliato a Sparta, gli Spartani occuparono Decelea e vi stabilirono un presidio permanente. Per questo fatto la fase finale della guerra del Peloponneso venne denominata fase deceleica. La presenza del presidio nemico costrinse gli Ateniesi a trasportare il grano via mare, circumnavigando capo Sunio, con grande dispendio di denaro, impedì agli agricoltori attici di lavorare la terra e ostacolò l'estrazione di minerali nelle miniere del Laurio. Gli Spartani inoltre incitarono gli schiavi a ribellarsi ai padroni: Tucidide racconta che 20000 -schiavi fuggirono da Decelea. Quando il colpo di Stato oligarchico portò al potere i Quattrocento, questi tentarono di trattare con la guarnigione spartana, e quando l'oligarchia venne rovesciata, molti dei personaggi più importanti, tra cui Pisandro, Caricle e Alessicle si rifugiarono a Decelea. Il presidio spartano rimase fino alla fine della guerra nel 404 a.C.